# Jürgen Escher
Jürgen Escher (* 5. Oktober 1951 in Markersbach) ist ein ehemaliger deutscher Fußballspieler und -trainer.

## Sportliche Laufbahn
Escher spielte während seiner gesamten Karriere im Männerbereich bei der BSG Wismut Aue. Begonnen hatte er 1961 mit dem Fußballsport auf Gemeinschaftsebene in seinem Heimatort bei der dortigen BSG Motor. Von dort wechselte das Talent, das später parallel zum Sport als Elektromontageschlosser ausgebildet wurde, im Dezember 1968 nach Aue.
In 310 Spielen in der DDR-Oberliga erzielte er zwischen 1971 und 1985 insgesamt 31 Tore und ist somit einer der erfolgreichsten Torschützen dieses Teams. Nur 14 Spieler trafen in der höchsten ostdeutschen Spielklasse häufiger für die Wismut-Elf.
In vier seiner 15 Oberligaspielzeiten war er in allen 26 Saisonpartien dabei. Daneben wurde er in 60 Pokalbegegnungen, darunter zwei Partien im Europapokal, eingesetzt, in denen er insgesamt acht Treffer schoss.

## Trainerlaufbahn
Nach Beendigung seiner aktiven Laufbahn wurde der Diplomsportlehrer 1987 Co-Trainer unter Hans Speth. Vom 23. April bis 30. Juni 1988 sowie erneut von Januar bis zum 27. November 1990 leitete der in Scheibenberg lebende Coach als Cheftrainer die sportlichen Geschicke von Wismut Aue. Im November 1990 wurde er durch Klaus Toppmöller abgelöst.